# Violette Morrisová
Violette Gouraudová–Morrisová (18. dubna 1893 Paříž – 26. dubna 1944 Lieurey) byla francouzská všestranná sportovkyně, později proslulá jako spolupracovnice Gestapa. Její otec byl francouzský šlechtic a důstojník, matka pocházela z Palestiny.
Věnovala se různým sportům – fotbal, vodní pólo, lehká atletika, box, cyklistika, vzpírání, automobilový sport – mnohdy vzhledem k nedostatku ženských soupeřek nastoupila i proti mužům. Odehrála více než dvě stovky oficiálních fotbalových utkání, byla světovou rekordmankou v cyklistické jízdě za motorovým vodičem a ve vrhu koulí, získala pět zlatých medailí na Ženských světových hrách (1921 hod oštěpem, 1921, 1922 a 1924 vrh koulí, 1924 hod diskem). Vyhrála automobilové závody Critérium Paris-Nice 1923 a 1927, Gran Premio de San Sebastián 1926 a Bol d'Or 1927. V roce 1928 si otevřela vlastní obchod s příslušenstvím pro motoristy v 17. pařížském obvodu.
Pozornost vzbuzovala také svým extravagantním životním stylem: byla silná kuřačka, nosila mužské šaty, kvůli zlepšení sportovních výkonů podstoupila dobrovolně mastektomii, přátelila se s významnými umělci, jako byli Jean Cocteau nebo Josephine Bakerová. Netajila se svou bisexualitou, po rozvodu s Edouardem Gouraudem žila s herečkou Yvonne de Bray v hausbótu na Seině.
Francouzská federace ženských sportů jí kvůli jejímu „pohoršujícímu chování“ nedovolila start na Letních olympijských hrách 1928. Morrisová rozhodnutí zpochybnila u civilního soudu, který však jejímu odvolání nevyhověl. Po této aféře atletka zanevřela na rodnou zemi. Pod vlivem své německé přítelkyně a automobilové závodnice Gertrude Hanneckerové se přidala k nacistickému hnutí a stala se placenou agentkou Sicherheitsdienstu. V průběhu berlínské olympiády ji s velkými poctami osobně přijal Adolf Hitler. Morrisová vyzradila Němcům řadu francouzských vojenských tajemství včetně informací o Maginotově linii. Po okupaci Francie vstoupila do kolaborantské organizace Carlingue a podílela se na odhalení mnoha pracovníků hnutí odporu, podle historika Raymonda Ruffina se dokonce osobně účastnila mučení zatčených. Poté, co Robert Benoist informoval odbojáře o činnosti Morrisové, rozhodlo Bureau Central de Renseignements et d'Action o její likvidaci. Partyzáni přepadli 26. dubna 1944 nedaleko normandského Lieurey automobil, v němž jela Morrisová se svými známými, a zastřelili všech pět osob ve voze. Tělo Violette Morrisové bylo nakonec pohřbeno do neoznačeného hrobu.